# NGC 7006
NGC 7006 is een bolvormige sterrenhoop in het sterrenbeeld Dolfijn. Het ligt 135.000 lichtjaar van de Aarde verwijderd en werd op 21 augustus 1784 ontdekt door de Duits-Britse astronoom William Herschel.

## Synoniemen
- GCl 119